# 安邦路穆斯林公墓

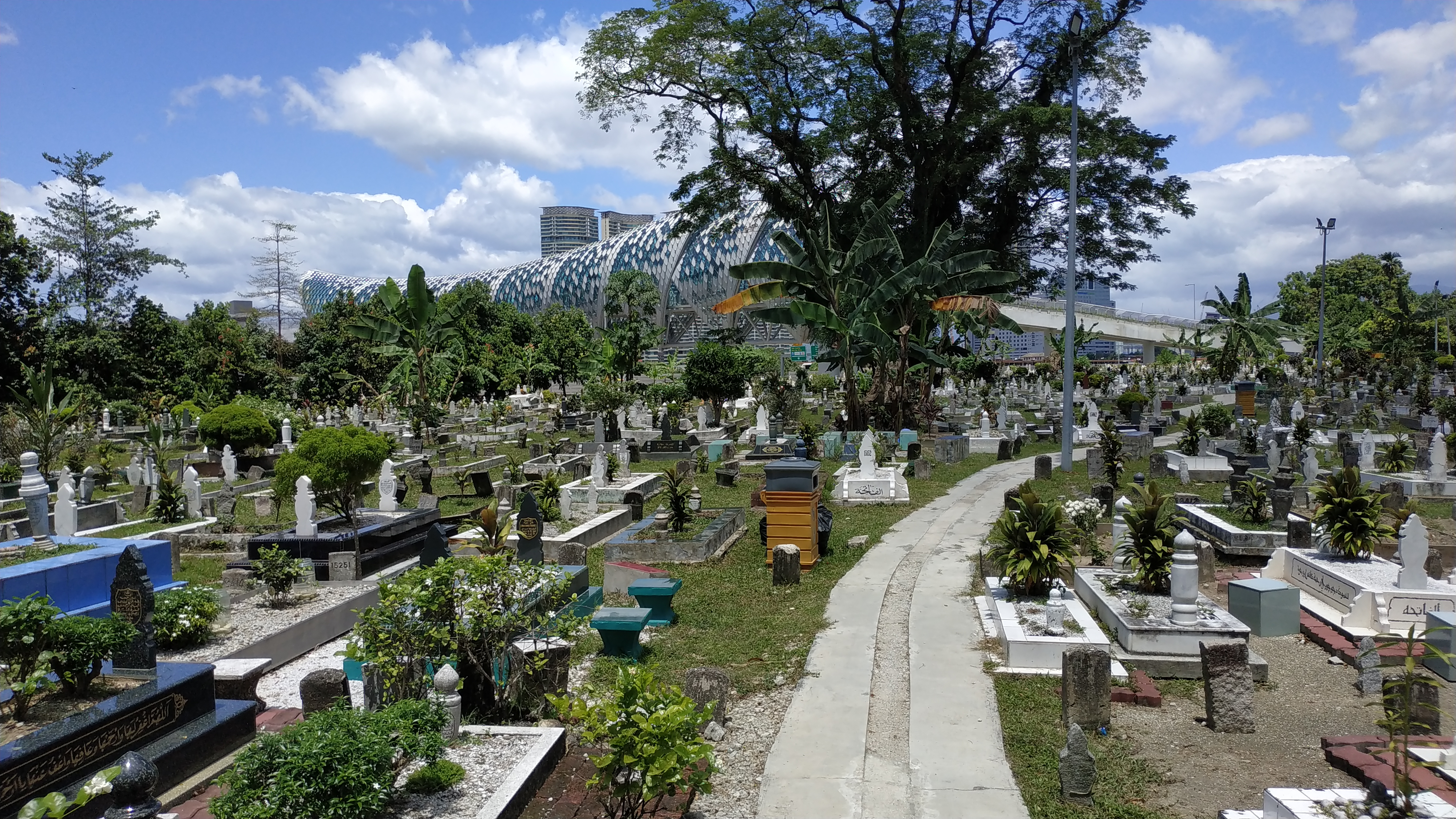
安邦路穆斯林公墓，图中可见远处的莎罗马行人天桥

安邦路穆斯林公墓（英語：Jalan Ampang Muslim Cemetery）是位于马来西亚吉隆坡市中心的一个墓地。它位于吉隆坡市中心附近的安邦路。该墓地建于1819年。安葬在此者包括已故巨星比·南利和他的妻子莎罗马。

## 安葬于该公墓的人物

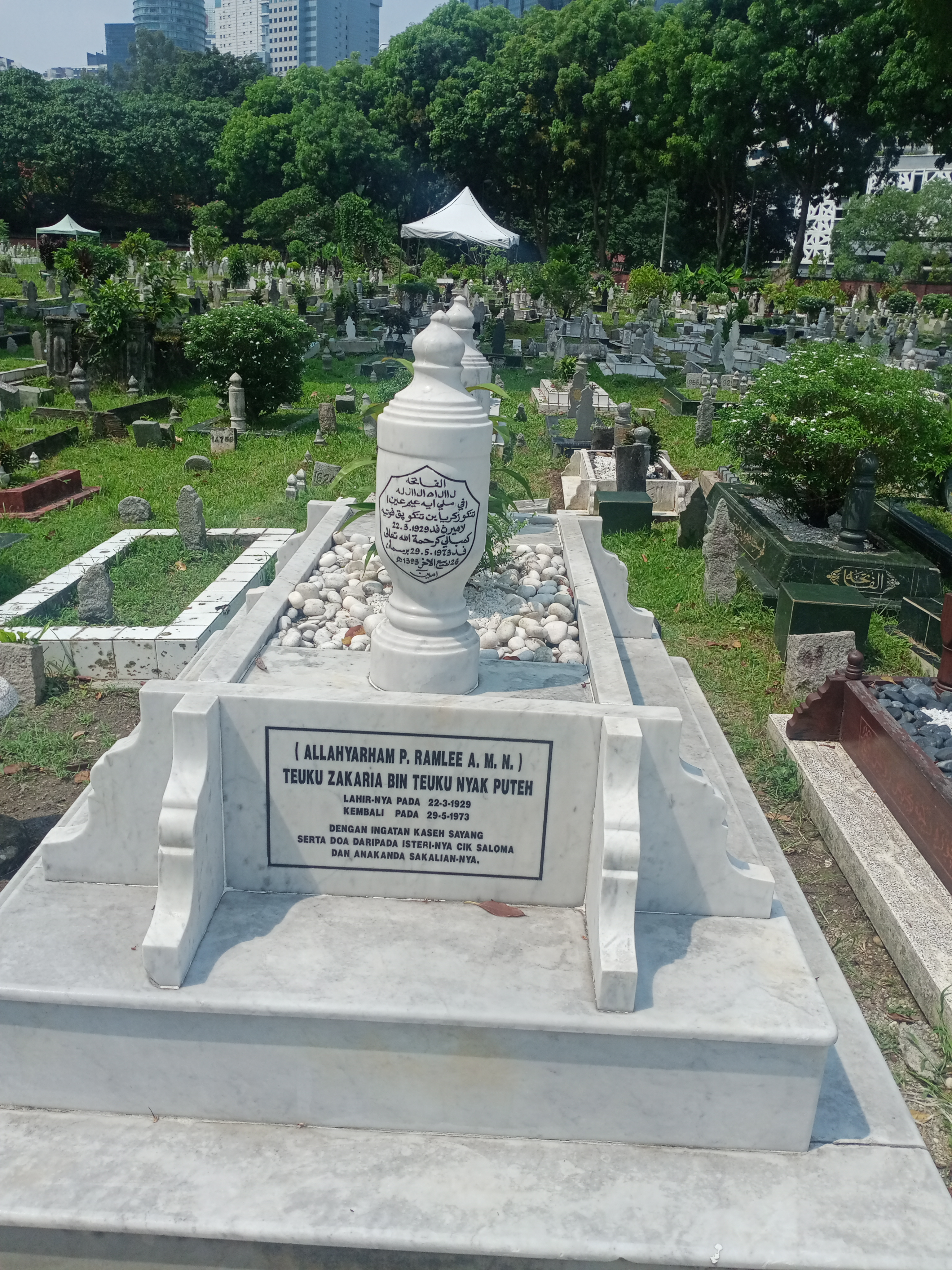
比·南利的墓地

- 比·南利（1929年3月22日－1973年5月29日），马来西亚演员、歌手、导演。
- 莎罗马（1935年1月22日－1983年4月25日），马来西亚女演员，比南利的妻子。
- 依斯迈莫哈末阿里（1918年9月16日－1998年7月6日），马来西亚国家银行第二任总裁，前首相马哈迪·莫哈末夫人茜蒂哈斯玛的胞兄。
- 纳西尔·比南利（1953年11月23日－2008年12月17日），马来西亚演员和歌手，比南利的儿子。
- SM沙林（1928年7月30日－2016年12月29日），马来西亚歌手。
- 依利雅斯奥玛（1936年11月16日－2018年5月15日），吉隆坡第三任市长，也是吉隆坡历史上任职时间最长的市长。